# Ramundersborgs naturreservat
Ramundersborgs naturreservat är ett naturreservat i Norrköpings kommun och Söderköpings kommun i Östergötlands län.
Området är naturskyddat sedan 2022 och är 58 hektar stort. Reservatet ligger nordost om Söderköping och består av Borgberget, med dess fornborg och skog runt den och våtmarker söder om Oxtorpesjön.